# ジュリアン・クーリッジ
ジュリアン・ローウェル・クーリッジ （英: Julian Lowell Coolidge、1873年9月28日 - 1954年3月5日
）は、アメリカの数学者、歴史学者、ハーバード大学数学科教授。

## 経歴
1873年、ブルックラインに生まれた。ハーバード大学とベリオール・カレッジを卒業した。
1897年から1899年の間、クーリッジはグロトン・スクールで教壇に立った。この時期の教え子にフランクリン・ルーズベルトがいる。ハーバードで教職を得るため私立学校から去り、1902年アシスタント・プロフェッサーの地位を得たが、ボン大学で博士号を獲得する前に、さらなる教育の勉強のため2年間休学してトリノで学んだ。その後クーリッジはハーバードで教職を務めた。パリ大学で1年交換教授として過ごした後は、教職から身を引いて、学業に没頭した。
第一次世界大戦中、クーリッジはアメリカ陸軍のフランス海外派遣軍に従事し、少佐まで上り詰めた。1919年、フランスのレジオンドヌール勲章騎士を叙された。
ハーバードで教職に復帰し、正式な教授称号を獲得した。1927年、ハーバード大学の数学科のチェアマンに指名され、1940年までその地位を占めた。 アメリカ芸術科学アカデミーのフェローとなって、アメリカ数学協会の代表、アメリカ数学会の副会長を務めた。また、数学や数学史に関するいくつかの書籍を著作した。1930年から1940年まで、ローウェルハウス（ハーバード大学の学部学生寮の一つ）の主人であった。
1954年、ケンブリッジにおいて80年の人生に幕を閉じた。

## 著作物
- J. L. Coolidge (1909) The elements of non-Euclidean geometry, Oxford University Press.
- J. L. Coolidge (1916) A Treatise on the Circle and the Sphere, Oxford University Press.[6]
- J. L. Coolidge (1924) The geometry of the complex domain, The Clarendon Press.
- J. L. Coolidge (1925) An introduction to mathematical probability, Oxford University Press.
- J. L. Coolidge (1931) A Treatise on Algebraic Plane Curves, Oxford University Press (Dover Publications 2004).
- J. L. Coolidge (1940) A history of geometrical methods,[7] Oxford University Press (Dover Publications 2003).
- J. L. Coolidge (1945) History of the conic sections and quadric surfaces, The Clarendon Press.[8]
- J. L. Coolidge (1949) The Mathematics Of Great Amateurs, Oxford University Press (Dover Publications 1963).